# Burak Özçivit
Burak Özçivit  (Estambul, 24 de diciembre de 1984) es un actor y modelo turco conocido internacionalmente por su papel en Kara Sevda (2015-2017), una de las series turcas más exitosas del mundo, vendida a más de 110 países, traducida a más de 50 idiomas y primera serie turca en la historia ganadora del premio Emmy Internacional en 2017, además de otros dos premios internacionales. En 2022, el ministro de Cultura y Turismo de Turquía expuso que Özçivit es uno de los actores masculinos que más huella han dejado en el recuerdo de los espectadores a nivel internacional. Cabe destacar que también es uno de los actores turcos más demandados en Europa.
En la actualidad es reconocido internacionalmente por su papel protagonista en Kuruluş: Osman, una serie de drama histórico, aventura y acción que "supera a las producciones de Hollywood" en la que interpreta a Osman. La serie ha sido calificada como "la serie más vista de las pantallas" ya que ha logrado mantenerse como líder durante toda su emisión en Turquía con una media de 10 millones de espectadores semanalmente y también cuenta con éxito internacional. Además, consiguió "el mejor estreno de la historia de Turquía" y es la única serie turca en la historia en ser galardonada en los internacionales Premios de Televisión de Venecia como "Mejor Telenovela".
También destacan sus papeles en las series Çalıkuşu (2013) y Muhteşem Yüzyıl (2011-2012). A lo largo de su carrera como actor, Özçivit ha recibido numerosos elogios y reconocimientos, entre los que destaca el Premio de la Asociación de Periodistas de Radio y Televisión (RTGD Oscars). En 2020, ocupó el quinto lugar entre los representantes más confiables del público turco por su desempeño según las estadísticas del Centro de Investigación ADA. En 2022, fue seleccionado como el "Mejor actor masculino del año"  por la empresa de investigación turca Optimar.  
Es el actor turco con más seguidores en Instagram con más de 24 millones de seguidores[cita requerida]. Es uno de los actores mejor pagados del país con una tarifa de contratación de 250.000 liras por episodio, aunque desde 2019 está recibiendo 325.000 liras por episodio en Kuruluş: Osman.

## Biografía
Burak Özçivit nació el 24 de diciembre de 1984 en Estambul, Turquía. Es hijo de Bülent Özçivit, cocinero de profesión y de Ceyhan Özçivit, ama de casa. Tiene una hermana más pequeña llamada Burçun, con la que mantiene un estrecho vínculo. Sus abuelos eran jornaleros de algodón en el campo en Antep y, cuando se hicieron famosos por el aceite que extraían de la semilla del algodón, primero los llamaban Çiğitzade y luego Çiğitoğlu. Finalmente, se convirtieron en Özçivit con la ley del apellido. El padre de su abuelo se apodaba Karadayi y fue un veterano de la Guerra de Independencia Turca, quien vivió toda su vida con restos de metralla en la pierna. Esto le impidió mantener ningún trabajo por lo que comenzó a trabajar como aprendiz en un negocio de baklava y, finalmente, abrió un negocio de kebab, una vocación que continuó el padre del actor.
Estudió en el departamento de Fotografía de la Facultad de Bellas Artes en la Universidad del Mármara y quedó en el primer lugar en una competición de fotografía en la que participó. Aunque el actor ha confesado que cuando era pequeño quería ser bombero, su carrera empezó como modelo debido a que su padre, sin que él lo supiera, envió algunas de sus fotos a la competición "Best Model of Turkey" en la que se convirtió en el ganador en el 2004 con solo 19 años. Fue elegido como segundo en el certamen mundial en 2005.
En una reciente entrevista en 2021 en la revista Golden Palm., Burak Özçivit se describe como positivo, divertido, romántico, trabajador, muy familiar y algo tímido, características de su personalidad que han corroborado algunos de sus compañeros de profesión. En cuanto a su trabajo, ha reconocido que es muy disciplinado y que siempre trata dar lo mejor de sí mismo aunque no está muy orientado a los premios De hecho, afirma que su adicción al trabajo es tanto una virtud como su mayor defecto. En cuanto a sus hobbies, el actor ha confesado ser muy aficionado a los coches, a la pintura (su asignatura favorita en la escuela primaria), a la fotografía y al fútbol, siendo forofo del equipo Fenerbahçe. Su película favorita es La vida es bella, le gusta Martin Scorsese como director y el pianista Fazil Say como músico.

## Carrera profesional

### Inicios
En 2006, realizó su primer trabajo como actor en la serie Eksi 18 y, en los años siguientes, protagonizó otras series como Baba Ocağı o Küçük Sirlar, la adaptación turca de Gossip Girl.
Entre 2011 y 2013, Burak Özçivit participó durante dos temporadas en la serie de drama histórico Muhteşem Yüzyıl, donde interpretó a Malkoçoglu Bali Bey, un comandante militar otomano al servicio del sultán Suleimán, papel por el que ganó los dos primeros premios de su carrera; como "Mejor Actor de Televisión" por la Universidad Galatasaray y como "Actor del Año" en los premios GQ Hombres del Año. En el año 2012, el actor prestó su voz para el doblaje del personaje de Hasan en la película de animación infantil turca Zarafa.

### 2013-2014Çalikusu
En 2013, sería uno de los protagonistas de la serie Çalıkuşu, una adaptación de amor, drama y comedia de la novela homónima de Reşat Nuri Güntekin, uno de los autores más importantes de Turquía. La serie es la tercera adaptación televisiva de la historia original, habiéndose lanzado una película en 1966 y una miniserie en 1986. Burak Özçivit reconoció que estaba familiarizado con la novela debido a que la leyó en la escuela primaria y había visto la serie correspondiente protagonizada por Aydan Şener y Kenan Kalav. La historia transcurre en la Turquía de principios del siglo XX donde Burak interpreta a Kamran, un joven, atractivo, narcisista y respetado médico que se enamora de su prima Feride, papel interpretado por Fahriye Evcen, con la que empezó una relación sentimental que acabaría en matrimonio años más tarde. En octubre de 2013, el actor se desplazó hasta Cannes, Francia para asistir a la feria MIPCOM junto a Timur Savci, el productor y Fahriye Evcen.

### 2015-2017Kara Sevda, el lanzamiento de su carrera
En el año 2015, llegaría uno de los papeles más importantes de su carrera, el de Kemal Soydere en la serie de drama y romance turca Kara Sevda. La serie se ha convertido en un hito en la historia internacional de las series turcas siendo la primera serie turca en la historia en ser galardonada con los premios de televisión más prestigiosos del mundo, los premios Emmy Internacional como mejor telenovela en 2017. Burak Özçivit no pudo asistir a la ceremonia de entrega de premios en Nueva York debido a que su padre fue operado del corazón. La serie también recibió el premio especial del jurado en los Seoul International Drama Awards. Para recoger el premio, Burak Özçivit se desplazó hacia Corea junto a Hilal Saral, la directora de la serie.
Para el rodaje de las escenas acuáticas del primer episodio, que se realizaron en el mar del Estrecho del Bósforo de madrugada, Burak Özçivit y Neslihan Atagül estuvieron bajo el agua un total de 16 horas (8 horas cada día) con un grupo de buceadores profesionales y, para ello, recibieron un estricto entrenamiento de apnea durante semanas. Poco tiempo después de rodar la escena de la explosión de la mina, Özçivit comenzó a sufrir un dolor intenso en la espalda que con el discurrir del rodaje se volvió insoportable y tuvo que ser trasladado de urgencia en ambulancia del set al hospital Gayrettepe Florence Nightingale donde, después de algunas pruebas, se le sometió a una cirugía que duró unas 6 horas y estuvo en observación hospitalaria 4 días. Tras ser dado de alta del hospital volvió al set pero al no sentirse bien, los médicos le obligaron a descansar al menos 1 semana bajo control médico y el equipo de rodaje se tomó un descanso de 10 días.
Kara Sevda se ha convertido en la serie turca más vista del mundo, siendo traducida a más de 50 idiomas y emitiéndose en más de 110 países como Rusia, Italia, Alemania, Irán, Eslovenia, Uruguay, Grecia, etc. En su emisión en Estados Unidos, se convirtió en la serie extranjera más vista de toda la historia del país y en la serie turca que ha batido récord de audiencias. Gracias a su actuación en esta serie, ganó un total de 8 premios y tanto la popularidad y reconocimiento de Özçivit como su tarifa, aumentó vertiginosamente. Durante Kara Sevda, el actor ya era el segundo actor mejor pagado del país, obteniendo 90.000 liras por episodio pero a raíz del éxito de la serie, su tarifa se duplicó llegando a las 250.000 liras por episodio.
En el año 2021, cuatro años después del final de Kara Sevda, la serie fue galardonada con el premio a la "Mejor Telenovela Internacional" en los Soap Awards 2021 en Francia. Burak Özçivit fue el único actor turco nominado.

#### 2016-2018Kardesim Benim y Can Feda
A principios del año 2016, Burak Özçivit protagonizó la película de comedia Kardeşim Benim junto al cantante y actor Murat Boz y Aslı Enver. La película fue emitida en Holanda, Azerbaiyán y Alemania, además de en Turquía y tuvo un gran éxito. De hecho, su estreno en Berlín al que acudieron los actores protagonistas, fue denominado como "el estreno más concurrido de Berlín en los últimos años" y, en su segunda semana, la película alcanzó la cifra de 1 millón de espectadores. Kardesim Benim consiguió recaudar más de 23 millones de liras turcas en taquilla. Un año después, se estrenó Kardesim Benim 2  y fue presentada por los protagonistas en un centro comercial en Izmir. Allí, una joven desveló que hacía dos años tuvo leucemia y que, después de contactar con el actor, Burak fue a visitarla al hospital y le dio ánimos para vencer la enfermedad. Para rodar una escena de la película Özçivit tuvo que saltar hacia un globo aerostático en movimiento.
En el año 2018, se estrenó la película de drama y acción Can Feda, en la que Burak Özçivit compartió protagonismo con Kerem Bürsin. Para prepararse físicamente y mentalmente para el papel, el actor tuvo que recibir un duro entrenamiento militar. Sin embargo, durante el rodaje, sufrió un desgarro total de los ligamentos del tobillo y tuvo que mantenerse alejado del set por un mes. Por su desempeño en la película, Burak Özçivit fue galardonado con el premio al "Actor de cine más admirado del año" de la Universidad Técnica de Yildiz.

### 2019-presenteKuruluş: Osman, la mayor producción de Turquía
En el año 2019, Burak Özçivit regresó a la pantalla después del éxito de Kara Sevda protagonizando la nueva serie de drama, acción, aventura y ficción histórica turca Kuruluș Osman, que ha sido denominada como "la producción más magnífica de la historia de la televisión turca". La serie narra la vida de Osman I, fundador del Imperio Otomano, papel protagonista interpretado por el actor. Özçivit está recibiendo un total de 325.000 liras por episodio (1.300.000 liras al mes), una cifra superior a su tarifa de contratación de 250.000 liras debido a las duras condiciones físicas, meteorológicas y dramáticas del rodaje, las largas jornadas, que pueden superar las 13 horas diarias, y el riesgo físico continuo al que está sometido.
Kuruluș Osman es denominada como "la serie más vista de las pantallas" ya que ha logrado mantenerse en la primera posición en la clasificación de audiencia de Turquía durante toda su emisión y ha batido récords de audiencia nacional e internacional. En su estreno en Turquía, consiguió reunir a más de 16 millones de espectadores, unas cifras de audiencia que la convirtieron en "el mejor estreno de la historia de la televisión de Turquía". y el primer episodio es el más visto entre todas las series de televisión turcas de la historia con más de 32 millones de visualizaciones en Youtube. Además, el canal de la serie es el primero entre todas las series turcas en número de suscriptores, con más de 8,5 millones, y en número de visualizaciones que superan las 4.500 millones de vistas en Youtube
Kuruluș Osman se convirtió en la primera serie turca en la historia en ser galardonada en los internacionales Premios de Televisión de Venecia como "Mejor Telenovela" en 2020. Entre los premios otorgados a Burak Özçivit destaca el Premio de la Asociación de Periodistas de Radio y Televisión (RTGD Oscars)y el Premio Icono Especial del Décimo Aniversario (Premios GQ Hombres del año) que dedicó al equipo de Kuruluș Osman:

«Nunca me gusta recibir premios individuales sino premios grupales porque el esfuerzo es de todo un equipo. Por eso, recibo este premio en nombre del equipo y la gran familia que trabaja en Kuruluș Osman»

#### Preparación para la serie
Burak Özçivit y los demás actores fueron sometidos a entrenamiento militar durante nueve meses, seis horas al día durante los seis días de la semana en zonas montañosas y boscosas en donde aprendieron equitación, tiro con arco, combate cuerpo a cuerpo, entrenamiento y coreografía con espadas y acrobacias. Dicho entrenamiento fue llevado a cabo por oficiales de las fuerzas especiales turcas ya retirados. Además, los actores construyeron sus propios refugios en las montañas en condiciones naturales, encontraron agua, prepararon comida y vigilaron cada dos horas por la noche.
También se llevaron a cabo ejercicios militares: el equipo se dividió en fuerzas amigas, bajo el mando de Burak Özçivit y enemigas en el que los actores de las fuerzas amigas liderados por el actor, se infiltraron en el territorio enemigo, prepararon una emboscada y capturaron el cuartel general en una pista de 10 kilómetros. El equipo de Burak Özçivit acertó a los blancos con golpes completos y ganó la competencia de tiro de arco y flechas.
Al mismo tiempo, el actor y el resto del equipo entrenaron para diseñar y llevar a cabo estrategias militares y se formaron teóricamente sobre la historia de Osmán I y la época histórica y social. Además, Özçivit tuvo que estudiar historia, sociología, filosofía y religión de la época para preparase para el papel.
En una reciente entrevista en 2021 en la revista Golden Palm, el actor hizo hincapié en la dureza del set de rodaje y resaltó que "por mucho que te prepares, tanto el personaje como el papel se desarrollan completamente en el campo, cada día es una experiencia nueva". Del mismo modo, también ha reconocido que al principio tuvo mucha presión debido a las expectativas del público y a que "el proyecto es grande [...] La responsabilidad del personaje de Osman Gazi es muy grande". Además, la grabación de una de las escenas del primer episodio que transcurre en el barro duró 1 semana y Özçivit tuvo que permanecer "3 horas inmóvil recostado en el barro".

### En desarrollo:Berber
En junio de 2023, Burak Özçivit recibió una oferta de OGM Pictures para protagonizar la película de acción Berber junto a Mert Yazıcıoğlu. La película gira en torno a la historia de una organización secreta que libró una guerra contra los malvados y cuyo líder es un barbero llamado Önder, papel interpretado por Özçivit. La película, que será lanzada en Netlix, comenzó su rodaje el 14 de agosto y finalizó el 6 de septiembre.

## Otros proyectos
En 2017, Burak Özçivit fue elegido como el embajador promocional del primer centro comercial "Emaar Square" en Estambul. En 2019, el actor se desplazó hacia Kazajistán al ser un invitado de honor en el 15.º Festival Internacional de Cine de Eurasia, En 2018, visitó Eslovenia debido al rotundo éxito de Kara Sevda, que se convirtió en la serie más vista del país. En 2019 hizo lo propio en Bucarest, Rumania.

### 2018-presenteAltınyıldız Classics,Trem Global y Purnell
En 2018, Burak Özçivit comenzó a ser el principal embajador y representante de la marca de ropa masculina líder de Turquía Altınyıldız Classics. A partir de su colaboración, las "ventas aumentaron en un 40% en comparación con el mismo periodo del año anterior” y “todos los modelos usados por Burak Özçivit en los anuncios se agotaron”.
En 2021, el actor se convirtió en el embajador y representante de Turquía con la empresa internacional Trem Global para fomentar la inversión en el país por parte de ciudades como  Nueva York, Toronto, Londres y Dubái. También colaboró con los creadores del videojuego Conquerors: Edad de oroy PUBG Mobile.
En 2023, Özcivit se convirtió en el embajador de Ali Bin Luxury y en el principal representante durante 4 años de la marca de relojes suizo Purnell, una de las marcas de relojería líderes en el mundo cuyo valor oscila en los 385.000€ y que también han publicitado personalidades como Messi, Karim Benzema, Chris Brown, Ronaldo Nazario, etc. Además, lanzó un perfume, The Ruler, con una empresa pakistaní durante cuya presentación tuvo que ser retirado de la zona por numerosos guardias de seguridad ya que corría riesgo de ser aplastado por la multitud.
A finales de 2023, Burak Özçivit viajó a Alemania como invitado de honor a la Ceremonia de Premios a los 'Mejores' Logros de Europay a Arabia Saudi donde asistió al Festival Internacional de Cine del Mar Rojo como representante de Turquía donde se encontró con numerosas personalidades como Johnny Deep, Will Smith, Sofía Vergara, Sharon Stone, Paz Vega, Diane Kruger, etc.
Durante dos años consecutivos, en 2022 y 2023, Burak Özcivit fue uno de los invitados de honor a la Feria de Turquía en Lyon, Francia, a la que asistieron más de 23.000 personas para ver al actor 

### Filantropía
Burak Özçivit se ha mostrado muy concienciado sobre diversas causas sociales especialmente con la lucha contra el cáncer infantil y con la conservación y defensa de la naturaleza. 
En 2015, Özçivit lanzó junto a Fahriye Evcen la canción Hasretinle Yandı Gönlüm cuyos beneficios íntegros donaron a la Organización Turca de Lucha contra el Cáncer Infantil. Un año después, viajó a Atenas (Grecia) al ser invitado al festival "Turkish Film Days" celebrado en la "Fundación Mihalis Kakoyannis" donde se le entregó la "Estrella ELPIDA" por apoyar y concienciar sobre la lucha contra el cáncer infantil. En 2017, durante la presentación de la película Kardeşim Benim 2 en Izmir, una joven del público desveló que hacía dos años que, después de contactar con Burak Özçivit, este fue a visitarla al hospital para animarla en su lucha contra la leucemia, un hecho que el actor nunca había hecho público
En 2016, el actor participó de forma voluntaria junto a otros nombres famosos en el concierto "Songs of Hope Greens" de la Fundación turca para la lucha contra la erosión, la forestación y la conservación de activos naturales (TEMA) cuyo objetivo era conseguir donaciones para contribuir a la educación de la naturaleza de 150.000 niños y niñas. En 2017 y con motivo de su boda, Burak Özçivit y su esposa Fahriye Evcen donaron 500 árboles jóvenes - uno por cada invitado a la boda- a la Fundación turca para la lucha contra la erosión, la deforestación y la conservación de activos naturales (TEMA).
En 2020, la Sociedad Turca del Cáncer señaló que gracias a la "campaña de donación" lanzada por Burak Özçivit en su cumpleaños, junto a las de otros nombres famosos permitió cubrir los gastos de seis pacientes durante la pandemia y también pudieron ofrecer "apoyo financiero a los pacientes con cáncer que tuvieron dificultades en ese periodo". En ese mismo año, durante los meses de la pandemia, la prensa desveló que Özçivit había entregado paquetes de alimentos y apoyo financiero a decenas de familias necesitadas, algo que el actor intentó no hacer público.Además, tanto él como su esposa Fahriye Evcen participaron en la campaña "Evde kal" ("Quédate en casa"), gesto que agradeció públicamente el ministro de salud turco Fahrettin Koca. Por otro lado, el actor, junto a varios de sus compañeros de Kuruluș Osman, compartió un vídeo de agradecimiento a los médicos turcos por su dedicación profesional y humanitaria «Nos gustaría agradecer a nuestro Ministro de Salud y a todos nuestros trabajadores de la salud que trabajaron día y noche para nosotros en la lucha contra el coronavirus. Los aplaudimos de todo corazón».
En febrero de 2023, durante los primeros momentos de los terremotos de Turquía y Siria, Burak Özçivit y Fahriye Evcen enviaron un camión con ropa, y comida de primera necesidad a la zona del terremoto y donaron un total de 600.000 liras turcas a Afad y a otras organizaciones humanitarias. Del mismo modo, en una transmisión en vivo en YouTube, la pareja consiguió recolectar hasta 400.000 dólares que donaron de forma íntegra a diferentes asociaciones de ayuda humanitaria que estaban actuando en la zona de los terremotos. Además, el actor asistió al programa de televisión 'Turkey Single Heart' junto con numerosos compañeros de profesión celebrado para recaudar fondos dirigidos a las víctimas del terremoto. Por otro lado, Burak Özçivit donó a los damnificados por el terremoto la totalidad de los ingresos que recibió en uno de sus múltiples viajes a Catar por motivos profesionales que fue de 1 millón de liras.
Durante su discurso al recibir el Premio Icono Especial del Décimo Aniversario en la ceremonia de los Premios GQ Hombres del Año, Burak Özçivit mostró su rechazo público hacia la masacre civil de la Guerra entre Israel y Gazay apeló a la necesidad de trabajar y realizar estudios sobre los terremotos en Turquía.

«Personalmente, como padre de dos hijos, no acepto el mundo como un lugar en donde los niños son asesinados. Espero y deseo otro mundo en el que jamás los niños sean asesinados»..

«El terremoto de Estambul es un tema que todos conocemos y seguimos de cerca durante años. Todos lo sabemos muy bien. Pero creo que no estamos preparados. Necesitamos trabajar en esto [...] Necesitamos concienciarnos un poco más. Se están realizando estudios al respecto y creo que se harán más. Estoy dispuesto a hacer lo que sea necesario al respecto»

## Vida personal
En el 2014, comenzó una relación sentimental con la actriz Fahriye Evcen, su coprotagonista en la serie Çalıkuşu. Después de tres años de noviazgo, ambos contrajeron matrimonio el 29 de junio de 2017 en la mansión Sait Halim Paşa en Estambul, en una boda que fue denominada como "la boda del año". Semanas antes de casarse, los prometidos visitaron al alcalde del distrito de Beşiktaş, al que le entregaron las invitaciones a la boda. A la ceremonia acudieron más de 500 invitados entre los que se encontraban familiares, amigos, compañeros de profesión y numerosas personalidades del arte, de la música y de los negocios como Serenay Sarıkaya, Kerem Alışık, Aslı Enver, Kerem Bürsin, Hilal Saral, Murat Yıldırım, Kenan İmirzalıoğlu, Murat Boz o Ugur Aslan, entre otros.
En octubre de 2018, se confirmó que la pareja esperaba a su primer hijo que nació el 13 de abril de 2019 en el Hospital Americano de Estambul, al que pusieron el nombre de Karan.
En junio de 2022, cuatro años después del nacimiento de su primer hijo, el actor y su esposa confirmaron que estaban esperando a su segundo hijo que nació el 18 de enero de 2023 en el Hospital Americano de Estambul, al que pusieron el nombre de Kerem.

## Filmografía

### Televisión
| Año           | Título          | Personaje           | Cometido                        | Canal          |
| ------------- | --------------- | ------------------- | ------------------------------- | -------------- |
| 2006          | Eksi 18         | Murat               | Actor de reparto                |                |
| 2007          | Zoraki Koca     | Ömer Özpolat        | Protagonista (26 episodios)     | Kanal D        |
| 2008-2009     | Baba Ocağı      | Güven               | Protagonista (51 episodios)     | StarTV         |
| 2010          | İhanet          | Emir                | Protagonista (7 episodios)      | StarTV         |
| 2010-2011     | Küçük Sırlar    | Çetin Atesoglu      | Protagonista (55 episodios)     | StarTV/Kanal D |
| 2011-2013     | Muhteşem Yüzyıl | Malkoçoğlu Bali Bey | Actor de reparto (40 episodios) | StarTV         |
| 2013-2014     | Çalıkuşu        | Kamran              | Protagonista (30 episodios)     | Kanal D        |
| 2015-2017     | Kara Sevda      | Kemal Soydere       | Protagonista (74 episodios)     | StarTV         |
| 2019-presente | Kuruluş: Osman  | Osman Bey           | Protagonista (en emisión)       | ATV            |

### Cine
| Año  | Título           | Personaje            | Notas                            | Género                |
| ---- | ---------------- | -------------------- | -------------------------------- | --------------------- |
| 2015 | Aşk Sana Benzer  | Balıkçı Ali          | Protagonista principal Productor | Drama, romance        |
| 2016 | Kardeşim Benim   | Hakan                | Protagonista principal Productor | Comedia               |
| 2017 | Kardeşim Benim 2 | Hakan                | Protagonista principal Productor | Comedia               |
| 2018 | Can Feda         | Comandante Alparslan | Protagonista principal Productor | Acción, drama, bélica |
| TBA  | Berber           | Önder                | Protagonista                     |                       |
| 2024 | Yolki 11         | Él mismo             | Protagonista, película rusa      | Comedia               |

### Doblaje
| Año       | Título      | Personaje | Nota                    |
| --------- | ----------- | --------- | ----------------------- |
| 2012      | Zarafa      | Hasan     | Película infantil turca |
| 2021-2022 | PUBG Mobile |           | Videojuego              |

### Publicidad
| Año           | Título               | Notas                               |
| ------------- | -------------------- | ----------------------------------- |
| 2013-2014     | Pepsi                |                                     |
| 2013-2016     | ClearMen             |                                     |
| 2017-2018     | Emaar Square Mall    | [ 67 ]                              |
| 2019          | ClearMen             |                                     |
| 2018-presente | Altınyıldız Classics |                                     |
| 2019          | Olmazor City         | Para Uzbekistán                     |
| 2021-presente | PUBG Mobile          | [ 77 ]                              |
| 2021-presente | Trem Global          | [ 115 ]                             |
| 2022-presente | Tor Holding          | [ 116 ]                             |
| 2023-presente | "The Ruler"          | J. Fragances & Cosmetics (Pakistán) |
| 2024          | Singer Bangladesh    | Para Bangladesh                     |
| 2024-presente | Istikbal             | Con su esposa Fahriye Evcen         |
| 2024-presente | Hayat Finans         |                                     |

### Sencillos
| Año  | Vídeo musical           | Intérpretes                      | Nota                            |                                                                               |
| ---- | ----------------------- | -------------------------------- | ------------------------------- | ----------------------------------------------------------------------------- |
| 2015 | Hasretinle Yandı Gönlüm | Fahriye Evcen y él mismo         | Banda sonora de Aşk Sana Benzer | Beneficios donados a la Organización Turca de Lucha contra el Cáncer Infantil |
| 2016 | Güneye Giderken         | Murat Boz, Aslı Enver y él mismo | Banda sonora de Kardeşim Benim  |                                                                               |

## Premios y nominaciones
| Año  | Premios | Categoría                                    | Trabajo                 | Resultado | Ref             |
| ---- | --- | -------------------------------------------- | ----------------------- | --------- | --------------- |
| 2011 | Premios Elle Style                                                                                              | Mejor actor                                  | Küçük Sırlar            | Nominado  | [ 121 ]         |
| 2012 | Premios GQ Hombres del año                                                                                      | Actor del año                                | Muhteşem Yüzyıl         | Ganador   | [ 20 ]          |
| 2013 | Premio de la Universidad Galatasaray                                                                            | Mejor actor en una serie de televisión       | Muhteşem Yüzyıl         | Ganador   | [ 122 ]         |
| 2013 | 4.º Premios Elle Style                                                                                          | Actor de estilo Elle del año                 | Çalıkuşu                | Ganador   | [ 123 ]         |
| 2014 | 12.º Premios YTÜ Estrellas del Año o Premio de la Universidad Técnica de Yıldız                                 | Mejor actor en una serie de TV               | Çalıkuşu                | Ganador   | [ 124 ]         |
| 2014 | 13.º Magazinci.com Internet Media (mejores)                                                                     | Mejor actor de televisión                    | Çalıkuşu                | Ganador   | [ 125 ]         |
| 2014 | Premios a lo mejor de la Universidad de Haliç                                                                   | Mejor actor                                  | Çalıkuşu                | Ganador   | [ 126 ]         |
| 2015 | 4.º Bilkent Television Awards                                                                                   | Mejor actor de drama                         | Kara Sevda              | Ganador   | [ 127 ]         |
| 2015 | Ayaklı Newspaper Awards                                                                                         | Mejor actor de serie dramática               | Kara Sevda              | Ganador   | [ 127 ]         |
| 2016 | 14.º Premios YTÜ Estrellas del Año o Premio de la Universidad Técnica de Yıldız                                 | Actor más admirado del año 2015              | Aşk Sana Benzer         | Ganador   | [ 128 ]         |
| 2016 | 23.º Premios a los logros de ITÜ EMÖS                                                                           | Actor de cine más exitoso del año            | Aşk Sana Benzer         | Ganador   | [ 129 ]         |
| 2016 | 2.º Turkey Youth Awards                                                                                         | Mejor actor de cine                          | Aşk Sana Benzer         | Nominado  |                 |
| 2016 | Premio de la Universidad Galatasaray                                                                            | Mejor actor de televisión/película           | Aşk Sana Benzer         | Nominado  | [ 130 ]         |
| 2016 | 16.º Magazinci.com Internet Media (mejores)                                                                     | Actuación televisiva del año                 | Kara Sevda              | Ganador   | [ 131 ]         |
| 2016 | Premios a los medios de comunicación de la Universidad del Egeo                                                 | Mejor actor de televisión                    | Kara Sevda              | Nominado  |                 |
| 2016 | 43.º Premios Altın Kelebek                                                                                      | Mejor actor                                  | Kara Sevda              | Nominado  | [ 132 ]         |
| 2016 | Premios Muzikonair                                                                                              | Mejor actor en una serie de televisión       | Kara Sevda              | Ganador   | [ 133 ]         |
| 2017 | The ONE Awards 2017                                                                                             | La celebridad más exitosa del año            | Kara Sevda              | Ganador   | [ 134 ]         |
| 2017 | Premios GQ Hombres del año                                                                                      | El hombre más popular del año                | Kara Sevda              | Ganador   | [ 135 ]         |
| 2017 | 12. Premio Kemal Sunal de Cultura y Arte                                                                        | Mejor actor                                  | Kara Sevda              | Ganador   | [ 127 ]         |
| 2017 | Premios Asociación del Movimiento de Valor Añadido de Turquía                                                   | Premio especial                              | Trayectoria profesional | Ganador   | [ 136 ] [ 137 ] |
| 2017 | Instituciones Educativas Individuales (Mejores del año)                                                         | Mejor actor del año                          | Kara Sevda              | Ganador   | [ 127 ]         |
| 2017 | Turkey Youth Awards                                                                                             | Mejor actor de película                      | Kardeşim Benim          | Nominado  | [ 138 ]         |
| 2018 | Turkey Youth Awards                                                                                             | Mejor actor de película                      | Kardeşim Benim 2        | Nominado  | [ 139 ]         |
| 2019 | 18.º Premios YTÜ Estrellas del Año o Premio de la Universidad Técnica de Yıldız                                 | Actor de cine más admirado del año 2018      | Can Feda                | Ganador   | [ 52 ]          |
| 2020 | Turkey Youth Awards                                                                                             | Mejor actor de TV                            | Kuruluş: Osman          | Nominado  | [ 140 ]         |
| 2020 | 6.º Golden 61 Awards de la Universidad de Estambul                                                              | Mejor estrella televisiva del año            | Kuruluş: Osman          | Ganador   | [ 141 ] [ 142 ] |
| 2020 | Premios Óscar de los Medios de Comunicación de la Asociación de Periodistas de Radio y Televisión (RTGD Oscars) | Mejor actor masculino del año                | Kuruluş: Osman          | Ganador   | [ 59 ] [ 142 ]  |
| 2021 | Premios Quality Magazine 2021                                                                                   | Mejor actor masculino                        | Kuruluş: Osman          | Ganador   | [ 143 ]         |
| 2021 | Premio de la Asociación Euroasiática de Protección al Consumidor (Avrasya Tüketicileri koruma Derneği ödül)     | Mejor actor                                  | Kuruluş: Osman          | Ganador   | [ 144 ]         |
| 2021 | Golden Palm Awards                                                                                              | Mejor actor del año                          | Kuruluş: Osman          | Ganador   | [ 145 ] [ 146 ] |
| 2021 | European Awards                                                                                                 | Mejor actor                                  | Kuruluş: Osman          | Ganador   | [ 147 ]         |
| 2021 | 7.º Golden 61 Awards de la Universidad de Estambul                                                              | Mejor actor masculino del año                | Kuruluş: Osman          | Ganador   | [ 148 ] [ 149 ] |
| 2021 | 48.º Premios Altın Kelebek                                                                                      | Mejor actor                                  | Kuruluş: Osman          | Nominado  | [ 150 ]         |
| 2021 | Soap Awards France 2021                                                                                         | Mejor actor internacional                    | Kara Sevda              | Nominado  | [ 151 ] [ 38 ]  |
| 2021 | 9.º TV Stars Flip Newspaper Awards (9. TV Yıldızları Ayaklı Gazete Ödülleri)                                    | Mejor actor                                  | Kuruluş: Osman          | Ganador   | [ 152 ]         |
| 2022 | Turkey Youth Awards                                                                                             | Mejor actor de TV                            | Kuruluş: Osman          | Nominado  |                 |
| 2022 | Festiculture France                                                                                             | Actor más popular del año                    | Trayectoria profesional | Ganador   | [ 153 ]         |
| 2023 | Festiculture France                                                                                             | Actor más popular del año                    | Trayectoria profesional | Ganador   |                 |
| 2023 | Premios GQ Hombres del año                                                                                      | Premio Icono Especial del Décimo Aniversario | Kuruluş: Osman          | Ganador   | [ 154 ] [ 155 ] |
| 2024 | Festiculture France                                                                                             | Actor más popular del año                    | Trayectoria profesional | Ganador   |                 |